# Finnische Sommer-Meisterschaften im Skispringen 2018

Logo des Finnischen Skiverbands

Die Finnischen Sommer-Meisterschaften im Skispringen 2018 fanden am 6. und 7. Oktober 2018 in Lahti statt. Die Wettbewerbe wurden bei den Männern auf der Großschanze der Salpausselkä-Schanzen (HS 130) ausgetragen, bei den Frauen auf der Normalschanze (HS 100). Die Meisterschaft wurde vom Finnischen Skiverband und dem örtlichen Wintersportverein Lahden Hiihtoseura ausgerichtet.

## Männer
| Platz | Sportler         | Weite 1 | Weite 2 | Punkte |
| ----- | ---------------- | ------- | ------- | ------ |
| 1     | Antti Aalto      | 131,0 m | 113,0 m | 248.6  |
| 2     | Jarkko Määttä    | 124,0 m | 118,5 m | 246.9  |
| 3     | Andreas Alamommo | 125,0 m | 117,0 m | 246.5  |
| 4     | Eetu Nousiainen  | 128,5 m | 104,0 m | 225.4  |
| 5     | Niko Kytösaho    | 118,0 m | 108,0 m | 210.7  |
| 6     | Kalle Heikkinen  | 111,5 m | 105,0 m | 193.6  |
| 7     | Henri Kavilo     | 111,0 m | 102,0 m | 183.3  |
| 8     | Juho Ojala       | 106,5 m | 101,5 m | 174.3  |
| 9     | Elias Vänskä     | 111,0 m | 097,0 m | 173.3  |
| 10    | Eetu Meriläinen  | 096,0 m | 100,0 m | 150.2  |

Die Tabelle enthält die Top 10 der Teilnehmer; insgesamt nahmen 27 Skispringer am Wettbewerb teil. Fünf weitere gingen trotz Meldung nicht an den Start oder wurden disqualifiziert.

## Frauen
| Platz | Sportler            | Weite 1 | Weite 2 | Punkte |
| ----- | ------------------- | ------- | ------- | ------ |
| 1     | Susanna Forsström   | 85,5 m  | 84,0 m  | 200.0  |
| 2     | Julia Tervahartiala | 82,0 m  | 84,5 m  | 192.0  |
| 3     | Jenny Rautionaho    | 82,0 m  | 78,5 m  | 177.0  |

Bei den Frauen gab es nur drei Teilnehmerinnen.

## Männer Team
| Platz | Team                                                                                             | Punkte |
| ----- | ------------------------------------------------------------------------------------------------ | ------ |
| 1     | Puijon HiihtoseuraIlkka Herola Eetu Nousiainen Henri Kavilo Jesse Pääkkönen                      | 832.5  |
| 2     | Ounasvaaran HiihtoseuraOlli Salmela Wille Karhumaa Waltteri Karhumaa Andreas Alamommo            | 792.5  |
| 3     | Lieksan Hiihtoseura / Tampereen PyrintöJanne Korhonen Niko Löytäinen Ville Korhonen Elias Vänskä | 764.5  |